# Comté de Jenkins
Pour les articles homonymes, voir Jenkins.
Le comté de Jenkins est un comté de Géorgie, aux États-Unis.

## Démographie
| 1910   | 1920   | 1930   | 1940   | 1950   | 1960  |
| ------ | ------ | ------ | ------ | ------ | ----- |
| 11 520 | 14 328 | 12 908 | 11 843 | 10 264 | 9 148 |

| 1970  | 1980  | 1990  | 2000  | 2010  | - |
| ----- | ----- | ----- | ----- | ----- | - |
| 8 332 | 8 841 | 8 247 | 8 575 | 8 340 | - |